# Epialtoides
Epialtoides is een geslacht van kreeftachtigen uit de klasse van de Malacostraca (hogere kreeftachtigen).

## Soorten
- Epialtoides hiltoni (Rathbun, 1923)
- Epialtoides kingsleyi (Rathbun, 1923)
- Epialtoides murphyi (Garth, 1948)
- Epialtoides paradigmus Garth, 1958
- Epialtoides rostratus Coelho, 1972